# Teresita Commentz
Teresita Commentz Chateau (Santiago, 18 de mayo de 2001) es una actriz de televisión y cine chilena. Se hizo conocida por interpretar a Megan Pérez en la telenovela Pobre rico de TVN, a Anita Santa Cruz en Amanda, y a Marisela Ibáñez en Si yo fuera rico, estas dos últimas teleseries de Mega.
Es hija de la diseñadora y productora de vestuario, Carolina Chateau.

## Filmografía

### Telenovelas
| Telenovelas | Telenovelas              | Telenovelas                      | Telenovelas |
| Año         | Telenovela               | Rol                              | Canal       |
| ----------- | ------------------------ | -------------------------------- | ----------- |
| 2012-2013   | Pobre rico               | Megan Pérez                      | TVN         |
| 2014        | Mamá mechona             | Colomba Castillo                 | Canal 13    |
| 2015        | Matriarcas               | Diana Stanford                   | TVN         |
| 2016-2017   | Amanda                   | Ana Santa Cruz                   | Mega        |
| 2018        | Si yo fuera rico         | Marisela Ibáñez                  | Mega        |
| 2019-2021   | 100 días para enamorarse | Martina Salinas / Martín Salinas | Mega        |
| 2024        | Nuevo amores de mercado  | Yesenia Solís                    | Mega        |

### Cine
| Año  | Título              | Personaje  | Director      |
| 2012 | Stefan v/s Kramer   | Ema Kramer | Stefan Kramer |
| 2013 | El ciudadano Kramer | Ema Kramer | Stefan Kramer |

### Podcast
| Año       | Título  | Personaje    | Director    |
| 2021-2022 | Caso 63 | María Beitía | Julio Rojas |

### Series y programas
| Series y unitarios | Series y unitarios                | Series y unitarios          | Series y unitarios |
| ------------------ | --------------------------------- | --------------------------- | ------------------ |
| Año                | Serie                             | Rol                         | Canal              |
| 2009               | Otra vez papá                     | Alumna                      | Mega               |
| 2010               | Pelotón IV                        | Teresita (Mini instructora) | TVN                |
| 2011               | 12 días que estremecieron a Chile | Sofi                        | CHV                |
| 2011               | Ala chilena                       | Teresita                    | TVN                |